# Robert W. Upton

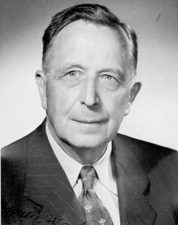
Robert W. Upton

Robert William Upton, född 3 februari 1884 i Boston, Massachusetts, död 28 april 1972 i Concord, New Hampshire, var en amerikansk republikansk politiker. Han representerade delstaten New Hampshire i USA:s senat 1953-1954.
Upton avlade 1907 juristexamen vid Boston University och inledde sedan sin karriär som advokat i Concord. Han var ordförande vid New Hampshires konstitutionskonvent år 1948.
Senator Charles W. Tobey avled 1953 i ämbetet och Upton blev utnämnd till senaten. Han efterträddes i november 1954 av Norris Cotton.
Upton tjänstgjorde 1956 som specialsändebud i Liberia. Han var sedan verksam som advokat fram till år 1970. Upton avled 1972 och gravsattes på Blossom Hill Cemetery i Concord. 